# Мыйгу
Мы́йгу (эст. Mõigu) — микрорайон в районе Кесклинн города Таллина, столицы Эстонии.

## География

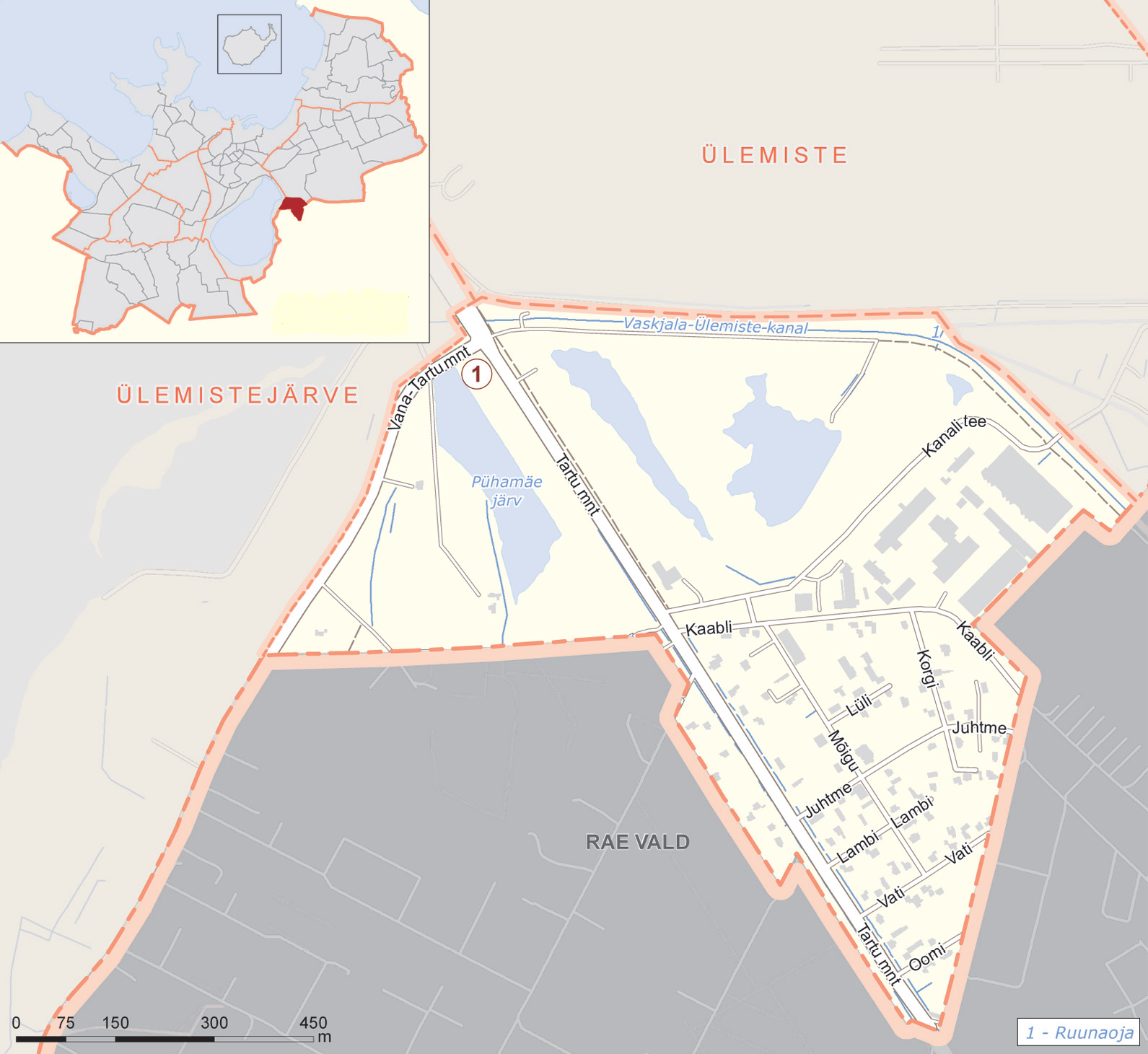
Карта микрорайона Мыйгу

Расположен в юго-восточной части Таллина. Граничит с микрорайонами Юлемисте и Юлемистеярве и с волостью Раэ. Площадь — 0,7 км². Плотность населения на 1 января 2023 года — 478,6 чел/км². На пересечении Тартуского шоссе и Старо-Тартуского шоссе находится холм Пюхамяги и озеро Пюхамяэ.

## Улицы
Основными улицами Мыйгу являются Тартуское шоссе, Старо-Тартуское шоссе, улицы Арухелина, Кабли, Кюти, Кулдала, Ламби, Мыйгу, Ооми, Хяэлинурме. 

## Население
| Численность населения микрорайон Мыйгу на 1 января по данным Регистра народонаселения | Численность населения микрорайон Мыйгу на 1 января по данным Регистра народонаселения | Численность населения микрорайон Мыйгу на 1 января по данным Регистра народонаселения | Численность населения микрорайон Мыйгу на 1 января по данным Регистра народонаселения | Численность населения микрорайон Мыйгу на 1 января по данным Регистра народонаселения | Численность населения микрорайон Мыйгу на 1 января по данным Регистра народонаселения | Численность населения микрорайон Мыйгу на 1 января по данным Регистра народонаселения | Численность населения микрорайон Мыйгу на 1 января по данным Регистра народонаселения |
| 2008                                                                                  | 2010                                                                                  | 2011                                                                                  | 2012                                                                                  | 2013                                                                                  | 2014                                                                                  | 2015                                                                                  | 2016                                                                                  |
| ------------------------------------------------------------------------------------- | ------------------------------------------------------------------------------------- | ------------------------------------------------------------------------------------- | ------------------------------------------------------------------------------------- | ------------------------------------------------------------------------------------- | ------------------------------------------------------------------------------------- | ------------------------------------------------------------------------------------- | ------------------------------------------------------------------------------------- |
| 353                                                                                   | ↗354                                                                                  | ↗358                                                                                  | ↗373                                                                                  | ↘365                                                                                  | ↗377                                                                                  | ↘368                                                                                  | ↗385                                                                                  |
| 2017                                                                                  | 2018                                                                                  | 2019                                                                                  | 2020                                                                                  | 2021                                                                                  | 2022                                                                                  | 2023                                                                                  |                                                                                       |
| ↗390                                                                                  | ↘375                                                                                  | ↘337                                                                                  | ↘331                                                                                  | ↗345                                                                                  | ↘342                                                                                  | ↘335                                                                                  |                                                                                       |

## История
Первое упоминание о деревне Мыйгу находится в датской поземельной книге, составленной в 1219—1220 годах. Поселение в ней упоминается под названием Møickæ. Земли исторической деревни Мыйгу находятся за пределами Таллина, на территории современной деревни Ярвекюла, которая граничит с микрорайоном Мыйгу.
В средние века в деревне располагалась принадлежавшая Вышгороду мыза, занимавшаяся молочным хозяйством. В 1652 году мыза перешла в собственность ревельского Домского собора, в 1669—1683 годах в деревне была построена рыцарская мыза Мыйгу. Главное здание мызы в настоящее время находится на территории деревни Ярвекюла.
В 1774 году Домский собор основал здесь немецкое кладбище (ныне известное как кладбище Мыйгу), достигшее площади в 2,1 гектара. В 1941 году на территории кладбища прошли бои между Красной армией и войсками вермахта. В 1951 году кладбище было закрыто.
Застройка Мыйгу со стороны Таллина началась в 1950-х годах. Земли современного микрорайона были присоединены к городу в 1958 году.
На территории микрорайона продолжается строительство малоэтажных жилых домов, в основном коттеджного типа; есть также промышленные зоны.

## Общественный транспорт
В микрорайоне курсирует городской автобус маршрута № 2; через микрорайон также проходит множество пригородных автобусных маршрутов.

## Галерея

Микрорайон Мыйгу
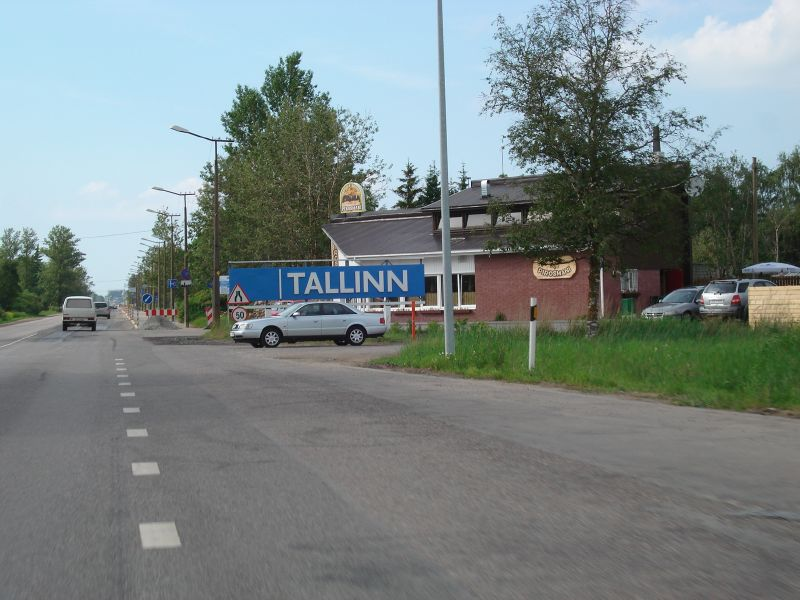
Въезд в город Таллин через Мыйгу
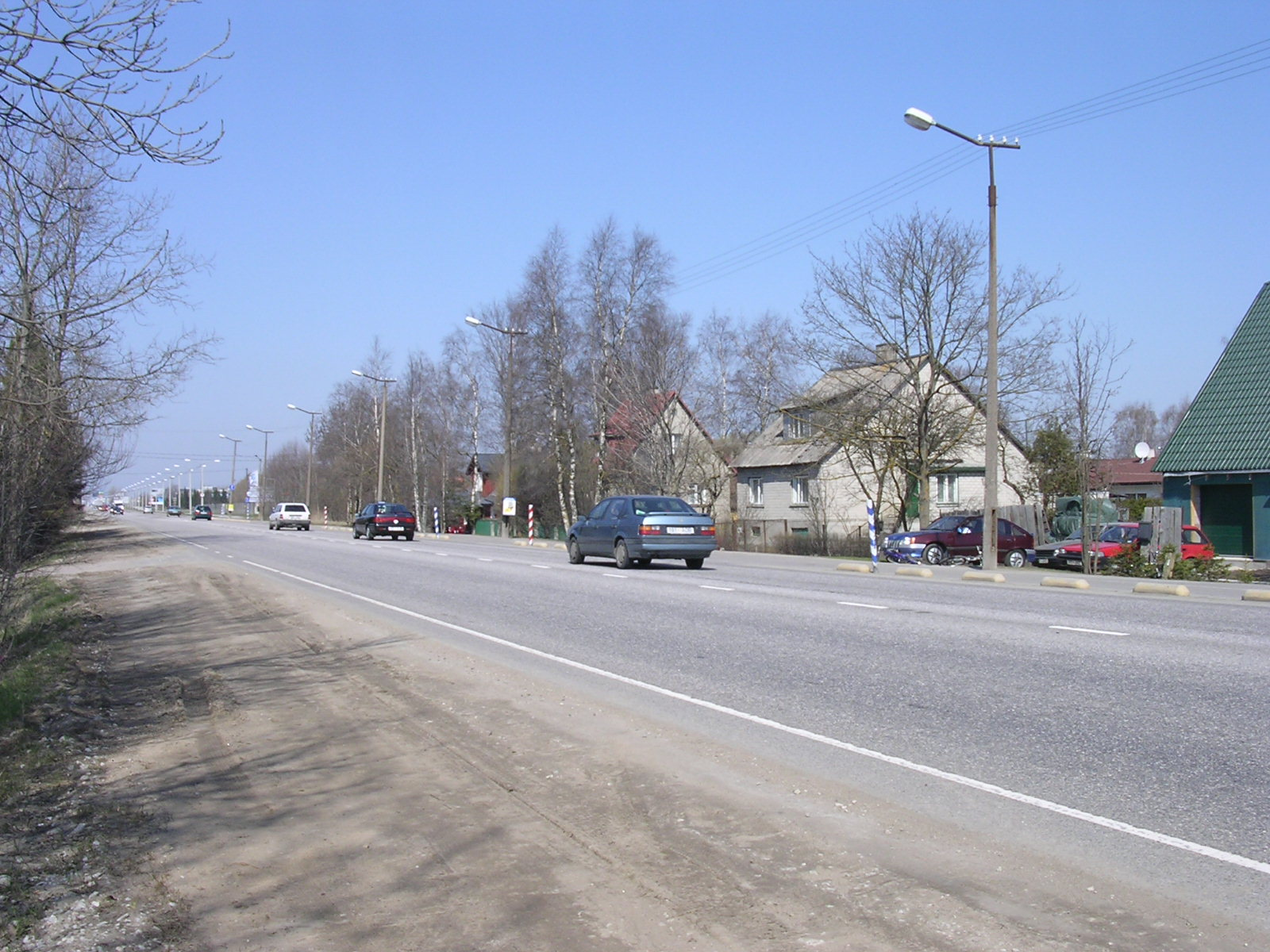
Тартуское шоссе
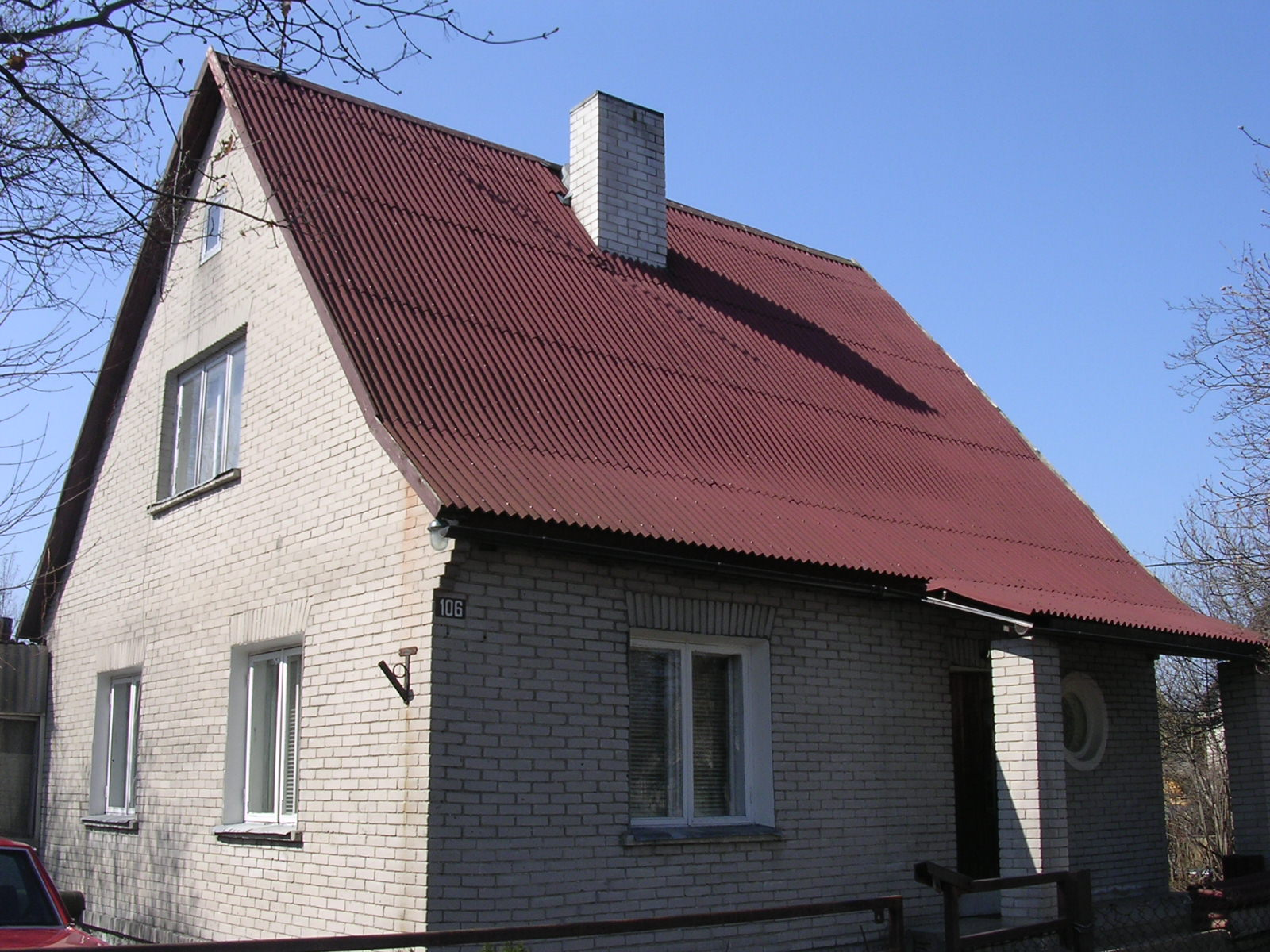
Жилой дом
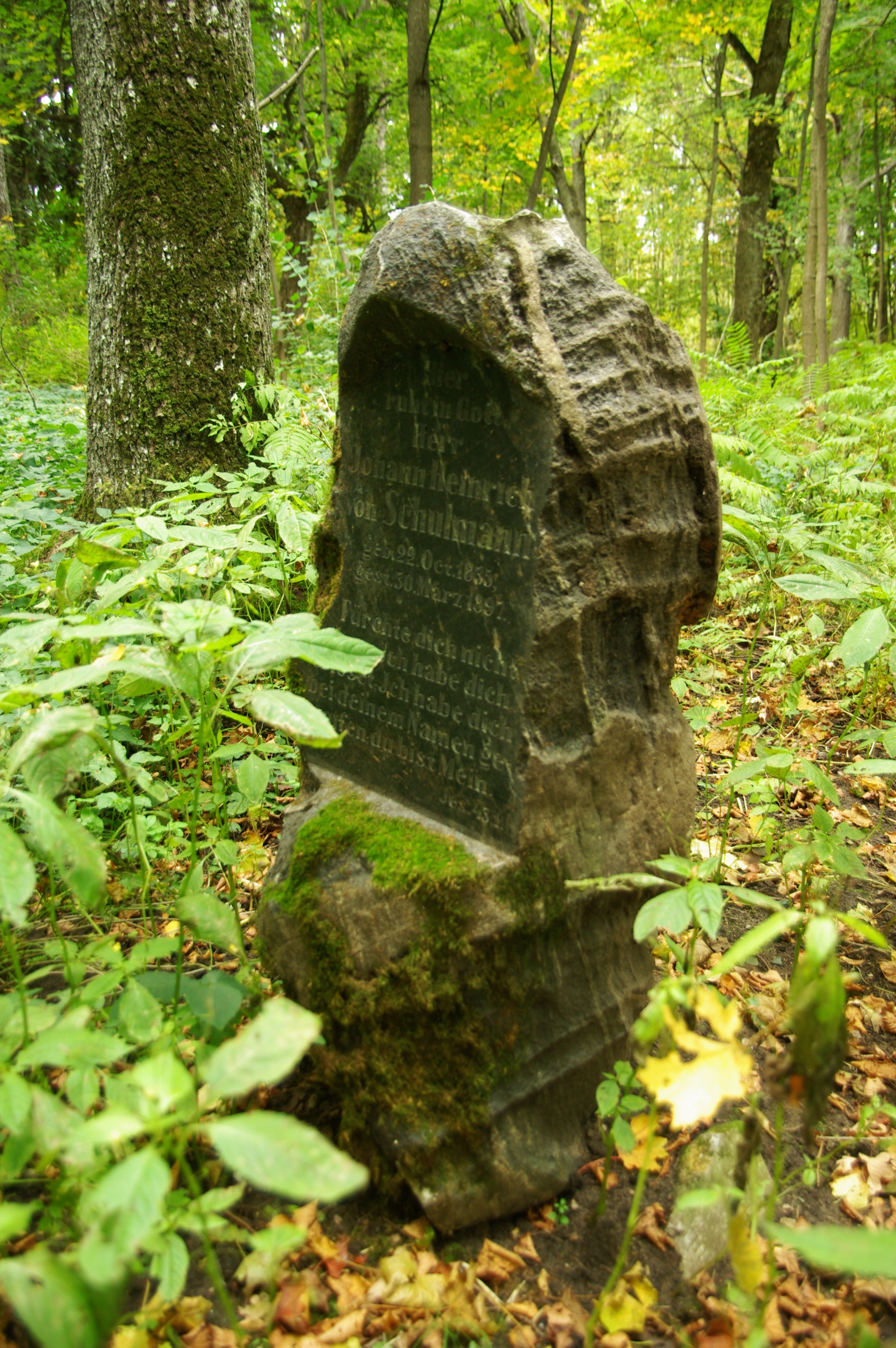
Кладбище Мыйгу